# Michel Roggo

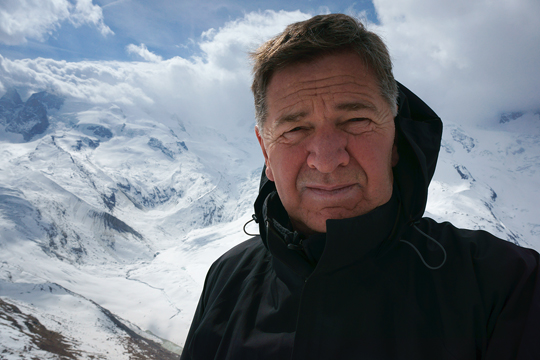
Michel Roggo, Unterwasserfotograf

Michel Roggo (geboren am 13. September 1951 in Freiburg im Üechtland) ist ein Schweizer Fotograf. Er arbeitet seit 1987 als Naturfotograf und ist Mitglied des ILCP (International League of Conservation Photographers). Für viele seiner Süsswasser-Fotos und Publikationen wurde er mehrfach ausgezeichnet.

## Leben
Michel Roggo begann mit 30 Jahren hobbymässig zu fotografieren. Nach dem Studium der Geologie arbeitete er als Sekundarlehrer in Düdingen. Es folgten Auslandsreisen. In Alaska beobachtete er erstmals die Wanderung der Lachse. Das faszinierte ihn so, dass er beschloss, den Lachszug fotografisch festzuhalten. Bei jährlich wiederkehrenden Aufenthalten verfeinerte er seine Aufnahmetechnik. Er machte Unterwasseraufnahmen, ohne selbst zu tauchen. 2008 erhielt er den Freiburger Kulturpreis für sein fotografisches Werk.
2010 begann Roggo nach 25 Jahren Erfahrung mit Süsswasser-, Tier-, Pflanzen- und Unterwasser-Landschaftsaufnahmen und über hundert Reisen sein weltumspannendes Projekt: vierzig Süsswasser weltweit fotografisch festzuhalten, das Freshwater Project.

## Werk

### Fotografierte Gewässer
Die folgende Liste ist nicht vollständig und die geografische Verortung in der Landkarte nicht für jedes Gewässer präzis. Dennoch veranschaulicht die Liste die weltumspannende Arbeit von Michel Roggo.
| Nordamerika - Jakobshavn Isbræ (Sermeq Kujalleq), Grönland - Humboldt Gletsjer (Sermersuaq), Grönland - Northern Rockies lakes, British Columbia, Kanada - Adams River, British Columbia, Kanada - Québec Rivers, Kanada - Aquifer (Grundwasserleiter) von Florida, USA - Cenotes, Quintana Roo, Mexiko Südamerika - Rio Negro Igapó, Amazonas, Brasilien - Pantanal, Mato Grosso do Sul, Brasilien - Abismo Anhumas, Mato Grosso do Sul, Brasilien - Serra da Bodoquena, Mato Grosso do Sul, Brasil - Iguaçu, Argentinien/Brasil Europa - Tectonic fissure, Thingvellir, Island - Ume älven, Schwedisch Lappland - River Itchen, Hampshire, England, Vereinigtes Königreich | - Sense, Saane, Vercasca (Alpen Schweiz) - Gornergletscher, Lacs de Fenêtre (Walliser Alpen, Schweiz) - Doubs, Jura (Schweiz) - Murtensee, Neuenburgersee, Bielersee (Schweiz) - Rio Tinto, Andalusien, Spanien - Sava Dolinka, Sava Bohinjka, Slowenien - Plitvicka Jezera, Kroatien - Rijeka Gacka, Kroatien - Donaudelta, Rumänien Afrika - Malawisee, Malawi - Mosi-oa-Tunya, Simbabwe/Sambia - Okavango, Botswana Asien - Wadi Wurayah und Wadi Shawka, Vereinigte Arabische Emirate - Wadis im Hadschar-Gebirge, Oman | - Jiuzhaigou, Sichuan, China - Huanglong, Sichuan, China - Baikalsee, Russland - Temnik, Republik Burjatien, Russland - Kuril’skoye Ozero, Kamtschatka, Russland - Gunung Mulu, Sarawak, Borneo, Malaysia Australien, Ozeanien - Limestone Coast, Südaustralien - Te Waikoropupu Springs, Neuseeland - Rotomairewhenua, Neuseeland Antarktis - Antarktische Halbinsel - Kap Adare, Antarktis - Rossmeer, Antarktis |

| Northern Rockies lakes |

| Adams River |

| Québec Rivers, Kanada |

| Floridan aquifer, USA |

| Cenotes,Quintana Roo, Mexico |

| Rio Negro Igapó, Brasilien |

| Pantanal, Brasilien |

| Abismo Anhumas, Brasilien |

| Serra da Bodoquena |

| Iguaçu Argentinien/Brasilien |

| Antarktische Halbinsel |

| Sermeq Kujalleq, Grönland |

| Sermersuaq, Grönland |

| Thingvellir, Island |

| Umeälven, Schwedisch Lappland |

| River Itchen, U.K. |

| Gewässer Alpen/Jura |

| Rio Tinto, Andalusien Spanien |

| Sava Dolinka, Slowenien |

| Plitvicka Jezera Kroatien |

| Donaudelta, Rumänien |

| Malawisee |

| Mosi-oa-Tunya, Simbabwe/Sambia |

| Okavango Botswana |

| Wadi Wurayah + Shawka V. A. Emirate |

| Wadis of Hajar Mountains, Oman |

| Jiuzhaigou, Sichuan, China |

| Huanglong Sichuan, China |

| Baikalsee |

| Temnik, Burjatien, Russland |

| Kurilensee, Kamchatka Russland |

| Gunung Mulu, Sarawak Borneo, Malaysia |

| Limestone Coast, Australien |

| Te Waikoropupu Springs Neuseeland |

| Rotomairewhenua Neuseeland |

| Cape Adare, Antarktis |

| Ross Sea, Antarktis |

Quelle der hinterlegten Karte: TUBS, supported by Alexrk2

## Publikationen
- mit Ko-Autor Etienne Francey: 3 Seen=3 lacs. Werd & Weber Verlag, Thun 2019.
- Aqua:wasser.eau.water. Werd & Weber Verlag, Thun 2017.
- Wasser.schweiz=Water.switzerland=Eau.suisse. Werd & Weber Verlag, Thun 2014.
- mit Pierre-Pascal Rossi (Text): Eau douce: Itinéraire d’un pêcheur d’images. Slatkine, Genf 2008.
- Süsswasser. Mit den Augen eines Bilderfischers. Aus dem Französischen übers. von Hubertus von Gemmingen. Paulusverlag, Freiburg 2008.
- Poissons suisse=Fischwelt Schweiz=Pesci svizzeri. (+ Begleitb.). DVD. WWF Schweiz, Zürich 2004.
- Die Fische der Schweiz = Les poissons de Suisse = I pesci della Svizzera. WWF, o. O. 2003.
- mit Anton Bertschy(Text): Das Senseland. Hrsg. vom Deutschfreiburger Heimatkundeverein. Paulusverlag, Freiburg i. Üe. 2003.
- mit Markus Hostmann und Andreas Knutti (Text): Befreite Wasser. Entdeckungsreisen in revitalisierte Flusslandschaften der Schweiz. Hrsg. vom WWF/Bundesamt für Wasser und Geologie BWG. Rotpunktverlag, Zürich 2002.
- mit Anton Schwartz: Urlandschaften. Hrsg. v. Deutschfreiburger Heimatkundeverein.  Paulusverlag, Freiburg i. Üe. 2001.
- Leben am Fluss. Hrsg. von Pro Natura. Paulusverlag, Freiburg i. Üe. 1998.
- mit Stefan Stöcklin (Text): Fischperspektiven. Hrsg. v. Amt für Wald und Natur, Fischereiinspektorat. Fischereininspektorat des Kantons Bern, Bern [1994].

## Ausstellungen (Auswahl)
- 3 Seen. Mit Etienne Francey. Museum Murten, 16. Juni – 6. Oktober 2019[6]
- Aqua. Zoologisches Museum der Universität Zürich, 23. Juli 2019 – 2. Februar 2020[7]
- AQUA. Naturhistorisches Museum Basel, 29. März 2019 – 30. Juni 2019[8]
- Aqua. Naturhistorisches Museum Freiburg, 10. Juni 2017 – 28. Januar 2018[9]
- Wasserwelten. Naturhistorisches Museum Freiburg, 22. Mai – 3. Oktober 2015

## Preise und Auszeichnungen (Auswahl)
- Wildlife Photographer of the Year: 2019 Plants and Fungi (cf. Full List, Nr. 3057) und ausgezeichnetes Bild
- Wildlife Photographer of the Year: 2017 Plants and Fungi (cf. Full List, Nr. 2884) und ausgezeichnetes Bild und Artikel (englisch) von Paul Teasdale: Wildlife Photographer of the Year: underwater photographers in the field. In: Natural History Museum (London). Dezember 2017
- European Wildlife Photographer of the Year
- Freiburger Fotokünstler Michel Roggo geehrt, (Regionaljournal BE FR VS vom 21. September 2008)